# Aleurocanthus woglumi
Aleurocanthus woglumi is een halfvleugelig insect uit de familie witte vliegen (Aleyrodidae), onderfamilie Aleyrodinae. De wetenschappelijke naam van de soort is voor het eerst geldig gepubliceerd in 1915 door Ashby.
De soort is polyfaag op een groot aantal soorten fruitbomen en andere planten, maar richt vooral schade aan bij de teelt van citrusvruchten. De levenscyclus duurt ongeveer 2 tot 4 maanden. De eitjes worden in een spiraal aan de onderkant van het blad gehecht in groepjes van 35 tot 50. Ze meten ongeveer 0,2 mm, zijn niervormig en ontwikkelen zich van geel via bruin tot zwart. Na 4 tot 12 dagen sluipen de zwarte nimfen uit, die in drie stadia uitgroeien tot ongeveer 0,8 mm. De pop is vervolgens ongeveer 1 mm (mannetjes) tot 1.25 millimeter (vrouwtjes). De imago is 1,35 mm (mannetjes) 1,7 mm (vrouwtjes) lang. De vleugels zijn blauwgrijs met witte vlekjes langs de randen. Het achterlijf is rood, de ogen roodbruin en de antennes en poten zijn wit met geel.
De soort komt van oorsprong voor in Zuidoost-Azië, maar heeft zich inmiddels verspreid over een groot deel van de tropische en subtropische gebieden. Zij ontbreekt echter in Europa en het Middellandse Zeegebied.